# سامسونج SPH-i300
سامسونج SPH-i300 (بالإنجليزية: Samsung SPH-i300)‏ هو هاتف ذكي من إلكترونيات سامسونج، تم طرحه في الأسواق في 2001.

## الخصائص
- الوزن: 6 أونصة (170 غ)